# جنكيات
الجنكيات (الاسم العلمي: Ginkgoales)، وهي رتبة من عاريات البذور تحتوي على نوع واحد فقط موجود: شجرة جنكة بيلوبا. وهي أصنوفة أحادية الطراز ضمن طائفة الجنكوبسيدا، وهي في حد ذاتها نمط أحادي ضمن شعبة الجنكوفيا. وهذه الرتبة تشمل خمس فصائل، التي يوجد منها فصيلة الجنكية فقط.
الجنكيات بدأت في الظهور على الأرض منذ نحو 270 مليون سنة ولا يزال بعضها ينمو في وقتنا الحاضر.